# Rhipsalis elliptica
Rhipsalis elliptica là một loài thực vật có hoa trong họ Cactaceae. Loài này được G.Lindb. ex K.Schum. miêu tả khoa học đầu tiên năm 1890.

## Hình ảnh

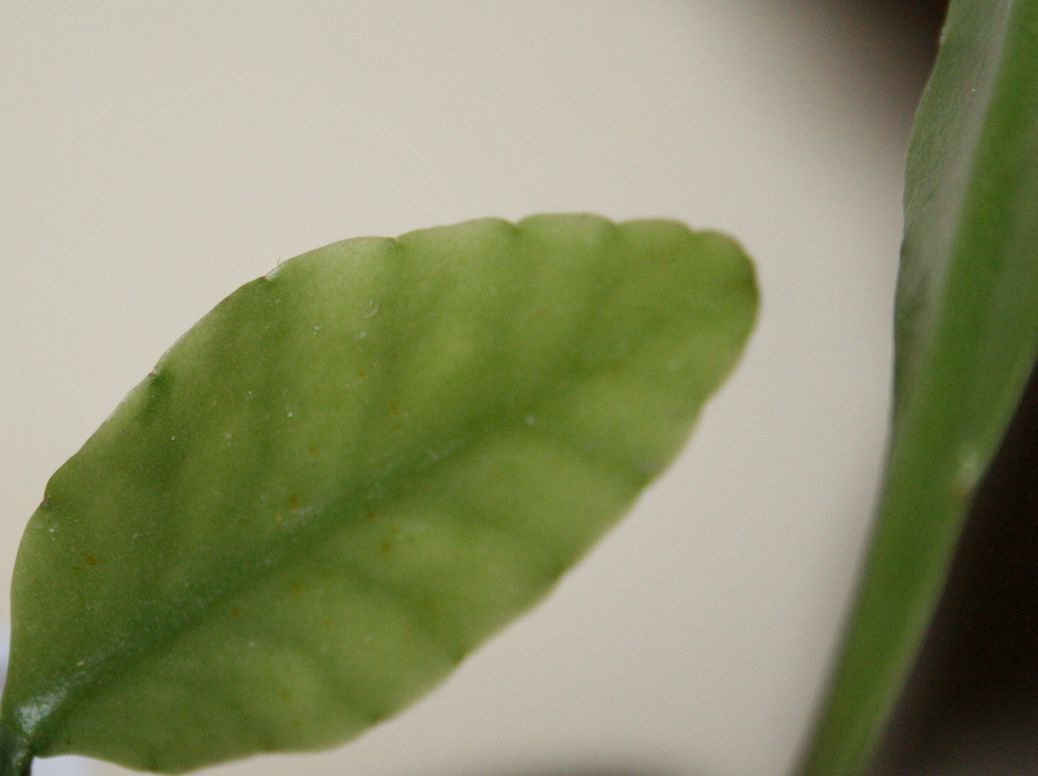
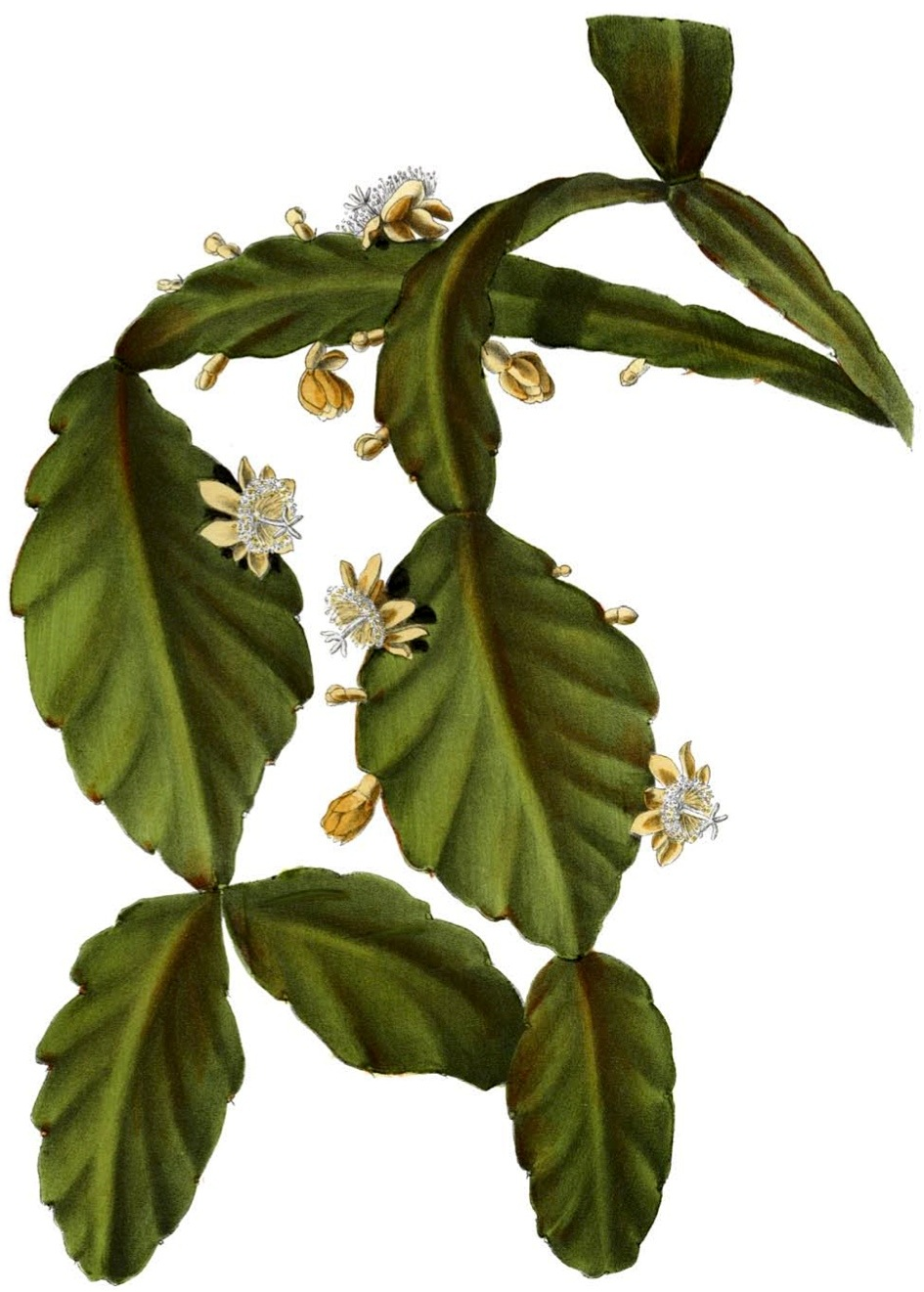